# Tempo (Unix)

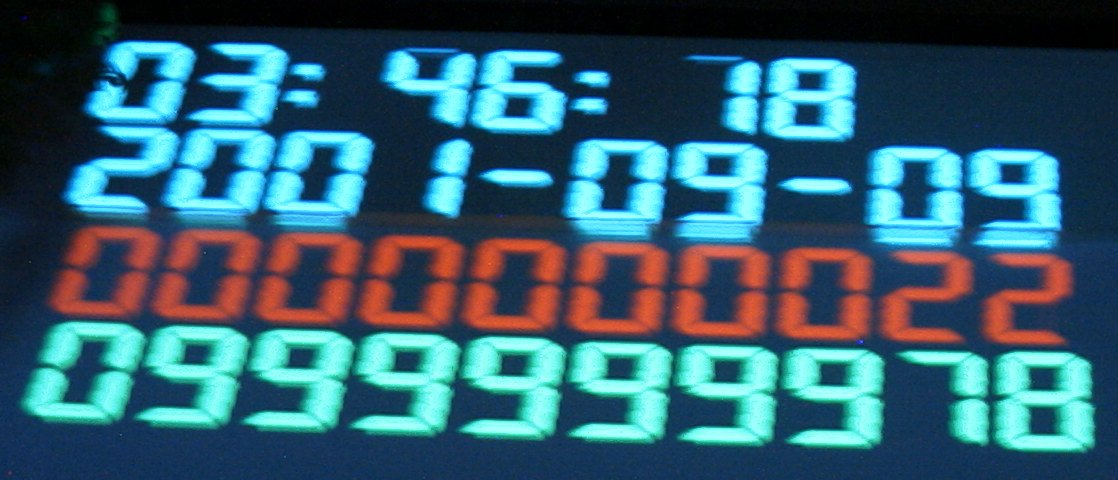
Il Tempo Unix ha raggiunto 1000000000 di secondi in data 09-09-2001, 01:46:40 UTC (03:46:40, ora italiana). L'evento è stato celebrato a Copenaghen durante una festa organizzata dal DKUUG (Danish UNIX User Group).

Nei sistemi operativi Unix e Unix-like il tempo viene rappresentato come offset in secondi non-intercalari (vedi Leap Second) rispetto alla mezzanotte (UTC) del giorno di giovedì 1º gennaio 1970; tale istante temporale è chiamato epoca.
Per esempio, il 9 settembre 2001 alle ore 03:46:40 CET il valore di tale offset era pari a un miliardo, indicando appunto che in quell'istante erano trascorsi un miliardo di secondi rispetto all'epoca. Per rappresentare tale offset viene usato il tipo time_t.

## Rappresentazione: vantaggi e svantaggi
Questo tipo di rappresentazione, oltre ad essere molto compatta, è indipendente dai fusi orari, risultando direttamente confrontabile anche tra calcolatori situati a grandi distanze geografiche tra loro, ed evita di dover effettuare aggiustamenti, nel caso per esempio di dati trasmessi da un fuso orario all'altro. Lo svantaggio è che per avere una rappresentazione sotto forma di date e ore calendariali e locali è necessario effettuare una conversione; il sistema operativo offre allo scopo delle funzioni che consentono di effettuarle in entrambe le direzioni.

## Anno 2038 e bit overflow
Nei calcolatori e nei sistemi operativi a 32 bit il tipo time_t è comunemente un tipo di dato numerico intero a 32 bit con segno. Il 19 gennaio 2038 alle ore 03:14:08 (GMT) il numero di secondi trascorsi dall'epoca raggiungerà il valore di 231, che è al di fuori dei valori rappresentabili da tale tipo di dato. Tali calcolatori e sistemi operativi potranno quindi riscontrare problemi e malfunzionamenti, non essendo più in grado di memorizzare correttamente il valore che indica la data corrente.

## Eventi importanti
- 9 settembre 2001 (Unix billenium): l'orologio segnava 1 000 000 000 secondi.[1][2]
- 18 marzo 2005: l'orologio segnava 1 111 111 111 secondi.[2]
- Il 13 febbraio 2009 alle ore 23:31:30 UTC (in Italia le 00:31:30 del 14 febbraio), il Tempo Unix ha raggiunto il numero 1 234 567 890. Si sono tenuti party e festeggiamenti vari in tutto il mondo per celebrare l'evento.[1][3]
- Il 26 gennaio 2011 è stato il 15 000º giorno di UNIX.[2]
- Il 14 luglio 2017 alle ore italiane 4:40:00 è stato il 1 500 000 000 secondo Unix.
- Il 18 maggio 2033 alle 03:33:20 (UTC) il Tempo Unix sarà pari a due miliardi di secondi.